# Bill Hendon

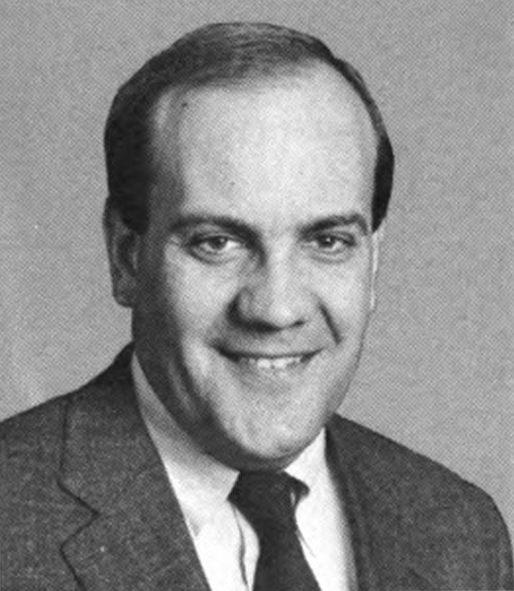
Bill Hendon

William Martin „Bill“ Hendon (* 9. November 1944 in Asheville, North Carolina; † 20. Juni 2018 in Forest City, North Carolina) war ein US-amerikanischer Politiker. Zwischen 1981 und 1987 vertrat er zweimal den Bundesstaat North Carolina im US-Repräsentantenhaus.

## Werdegang
Bill Hendon besuchte die öffentlichen Schulen seiner Heimat und absolvierte danach bis 1962 die Lee H. Edwards High School. Anschließend studierte er bis 1968 an der University of Tennessee in Knoxville. Bis 1970 gehörte er der Fakultät dieser Universität an. Von 1970 bis 1980 war er als privater Geschäftsmann tätig.
Politisch wurde Hendon Mitglied der Republikanischen Partei. In den 1980er Jahren wurden seine Kongresswahlkämpfe mit seinem politischen Gegner James M. Clarke von der Demokratischen Partei bundesweit bekannt. 1980 wurde Hendon im elften Wahlbezirk von North Carolina in das US-Repräsentantenhaus in Washington, D.C. gewählt, wo er am 3. Januar 1981 die Nachfolge von V. Lamar Gudger antrat. Da er im Jahr 1982 knapp gegen Clarke verlor, konnte er bis zum 3. Januar 1983 zunächst nur eine Legislaturperiode im Kongress absolvieren. Zwei Jahre später konnte er Clarke ebenfalls sehr knapp schlagen und sein altes Mandat im Kongress zurückgewinnen, wo er zwischen dem 3. Januar 1985 und dem 3. Januar 1987 eine weitere Amtszeit verbrachte. Im Jahr 1986 unterlag er wiederum Clarke.
Nach seinem Ausscheiden aus dem US-Repräsentantenhaus war Bill Hendon für das American Defense Institute in der Bundeshauptstadt Washington tätig.